# Герб Сезімбри
Ге́рб Сезі́мбри — офіційний символ містечка Сезімбра, Португалія. Використовується як територіальний герб. У пурпуровому щиті срібний замок із трьома баштами, чорними вікнами і брамами. На центральній найвищій башті пурпуровий Яківський хрест. Обабіч неї, над боковими баштами, два золотих півмісяці, рогами догори. Замок стоїть у воді з шести хвилястих смуг, що перетинають підніжжя шита, — трьох срібних і трьох зелених. Щит увінчує срібна мурована містечкова корона з чотирма вежами.  Під щитом біла стрічка, на якій великими літерами напис португальською: «vila de Sesimbra» (містечко Сезімбра).  Офіційно затверджений 7 квітня 1922 року.  

## Галерея

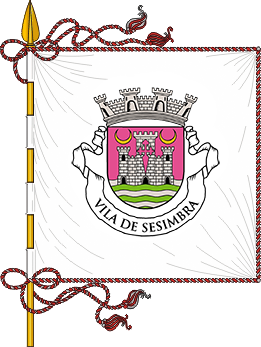
Прапор